# 1758 Naantali
1758 Naantali је астероид главног астероидног појаса чија средња удаљеност од Сунца износи 3,006 астрономских јединица (АЈ).
Апсолутна магнитуда астероида је 10,9.